# Енеле Сопоага
Енеле Сосене Сопоага (10 лютого 1956 , Нукуфетау ) — політичний діяч держави Тувалу, прем'єр-міністр Тувалу з 1 серпня 2013 по 18 вересня 2019 року.

## Життєпис
Народився 10 лютого 1956 року. Професійний дипломат, вищу освіту здобув у Оксфордському і Сассекському університетах Великої Британії. Займав посади посла Тувалу у Фіджі, Самоа, Папуа-Новій Гвінеї, був постійним представником Тувалу в ООН.
у 2010 році став депутатом парламенту Тувалу, де перейшов у опозицію до прем'єр-міністра Віллі Телаві. Виступав проти курсу Телаві на визнання невизнаних держав Абхазії і Південної Осетії.
1 серпня 2013 року на позачерговому засіданні парламенту Віллі Телаві був усунений з посади прем'єр-міністра Тувалу, а на його місце призначений Сопоага. Скасував рішення Телаві про встановлення дипломатичних відносин з Абхазією і Південною Осетією і відновив дипломатичні відносини з Грузією. Також у своїй політиці Сопоага бореться зі змінами клімату, які загрожують Тувалу затопленням. Після парламентських виборів 2015 року залишився на посаді.
3 травня 2019 р. відвідав Тайвань з візитом.
Після загальних виборів в Тувалу 2019 року, 19 вересня, члени парламенту обрали Каузея Натано з Фунафуті прем'єр-міністром.